# Куранъярви
Куранъярви — озеро на территории Паданского сельского поселения Медвежьегорского района Республики Карелии.

## Общие сведения
Площадь озера — 1,4 км², площадь водосборного бассейна — 766 км². Располагается на высоте 154,6 метров над уровнем моря.
Форма озера лопастная, продолговатая: вытянуто с северо-запада на юго-восток. Берега изрезанные, каменисто-песчаные, преимущественно возвышенные, местами заболоченные.
Через озеро протекает река Волома, впадающая в Сегозеро.
В озере расположено не менее четырёх безымянных островов различной площади.
К западу от озера проходит дорога местного значения, лесовозная дорога.
Код объекта в государственном водном реестре — 02020001111102000007635.